# St. Lukas (Mühlberg)

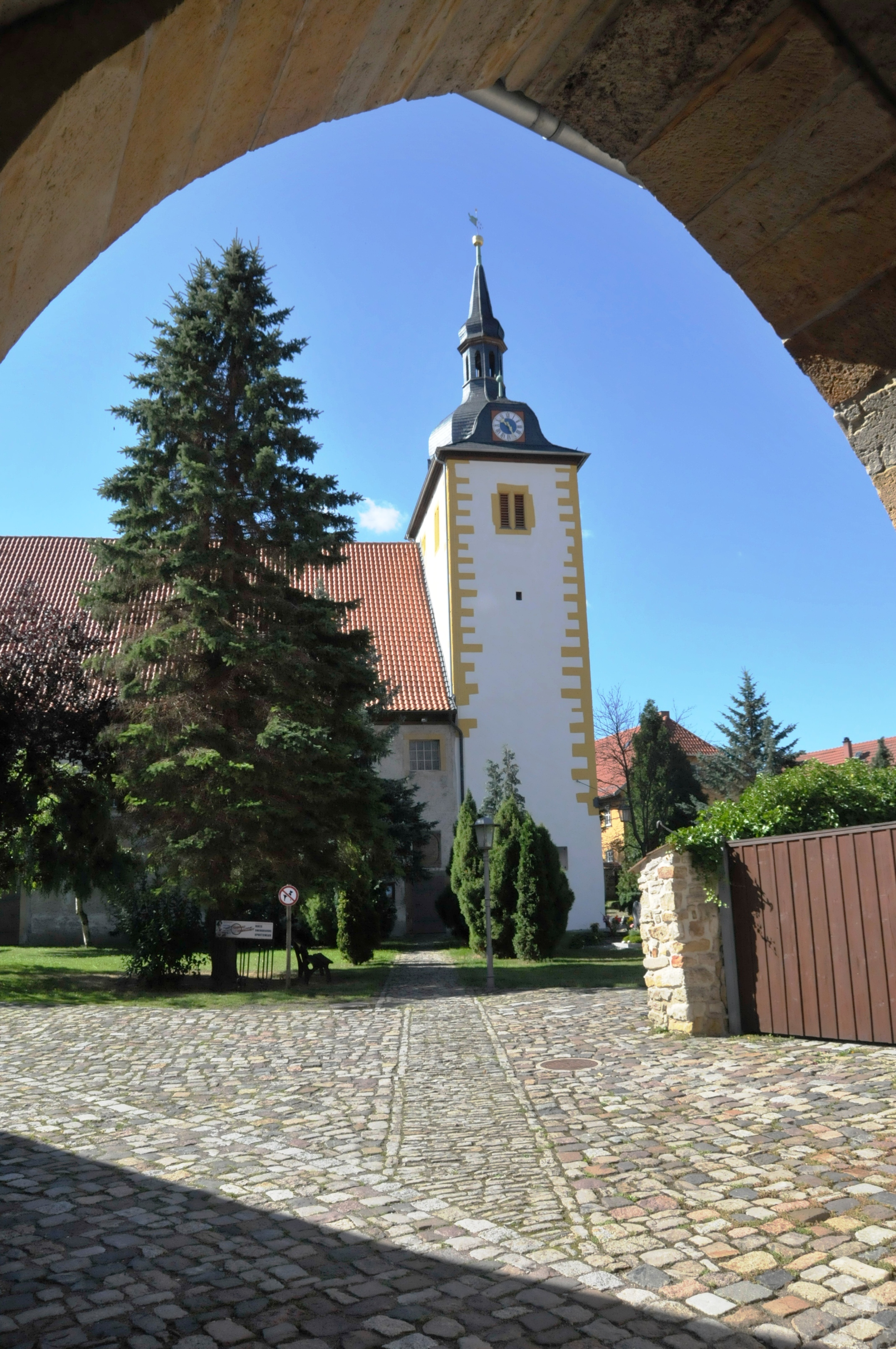
Tordurchblick

St. Lukas ist die Dorfkirche im thüringischen Mühlberg. Einer der drei Wege zur Kirche führt durch eine große Torhalle, die von gotischen Spitzbögen begrenzt wird. Ein steinernes Kreuzrippengewölbe überspannt den Raum. Der Torbau ist Teil eines die Kirche und den Friedhof umgebenden Rings aus meterdicken Sandsteinmauern und Fachwerkhäusern. Drei Pforten sind augenscheinlich erst später hinein gebrochen worden. Nachdem man den Friedhof durchschritten hat, kommt man an das Haupttor der Kirche an der Westseite. Es ist täglich von 8 bis 18 Uhr geöffnet. Neben der Eingangstür ist eine alte gut erhaltene Grabplatte eines am 15. Oktober 1598 verstorbenen Menschen an der Mauer befestigt.
Zum Kirchspiel Mühlberg im Kirchenkreis Gotha der Evangelischen Kirche in Mitteldeutschland gehören die Pfarreien Wechmar, Röhrensee und Schwabhausen.
Namensgeber ist der Evangelist Lukas.

## Geschichte

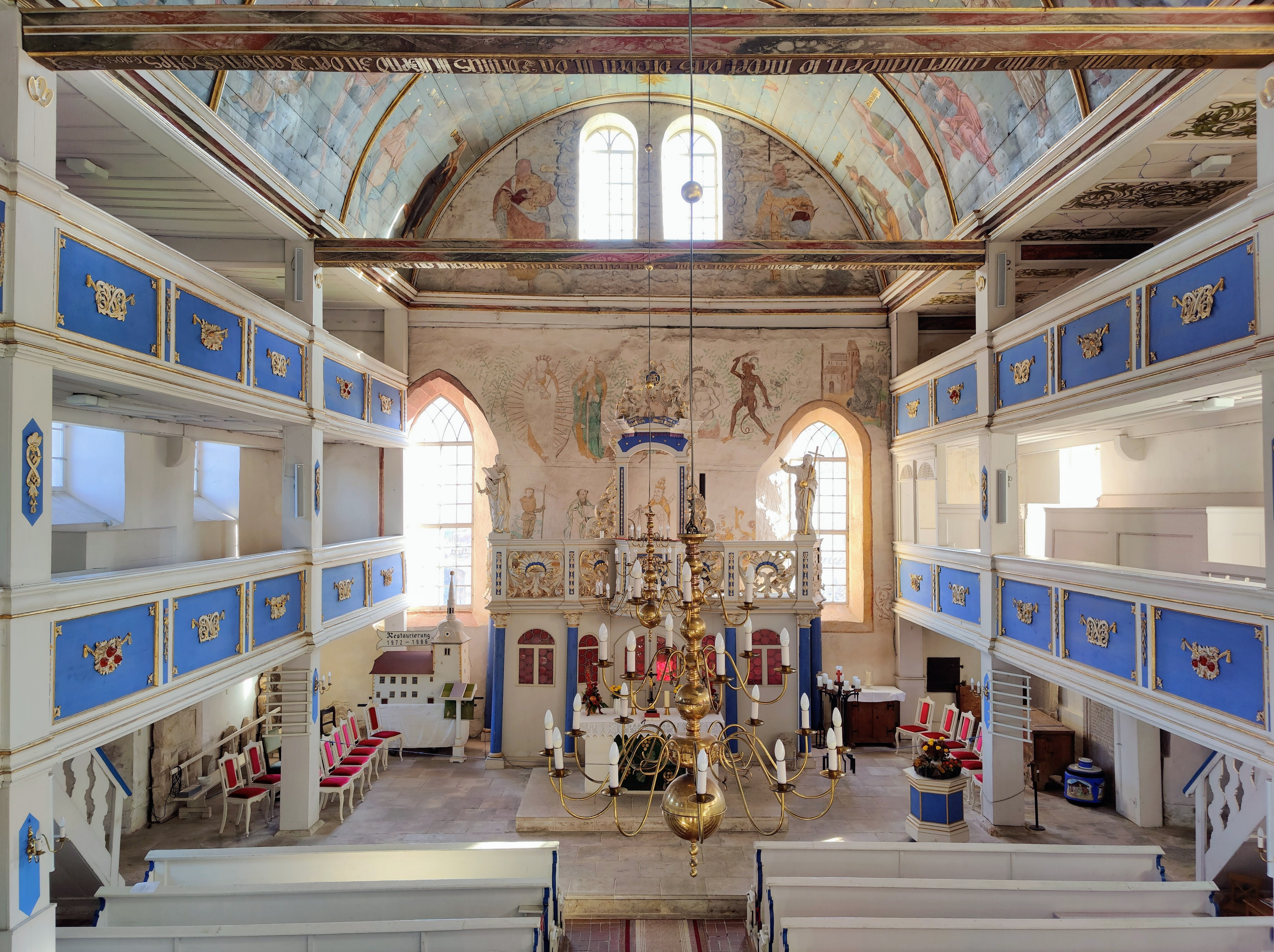
Altarraum

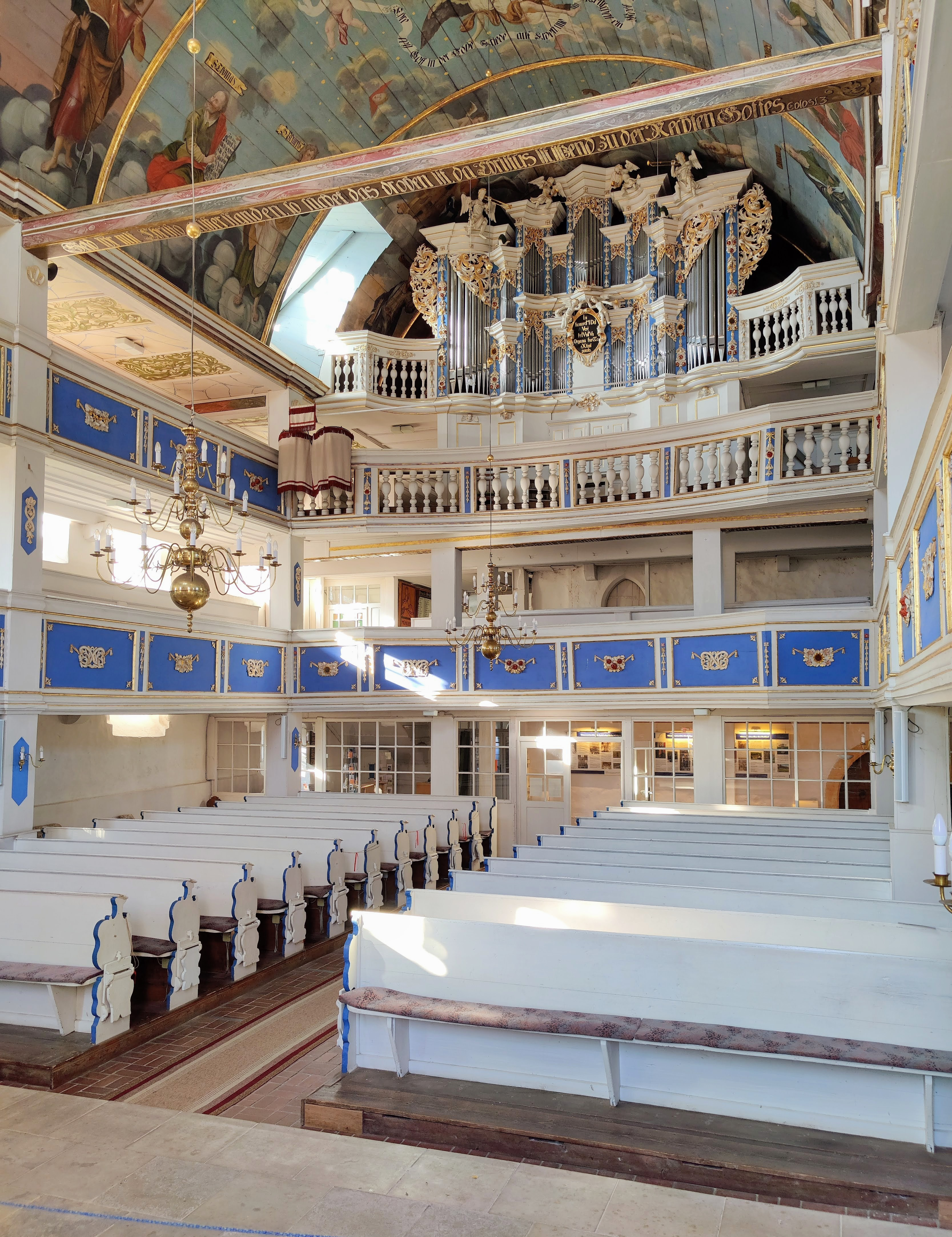
Empore und Orgel

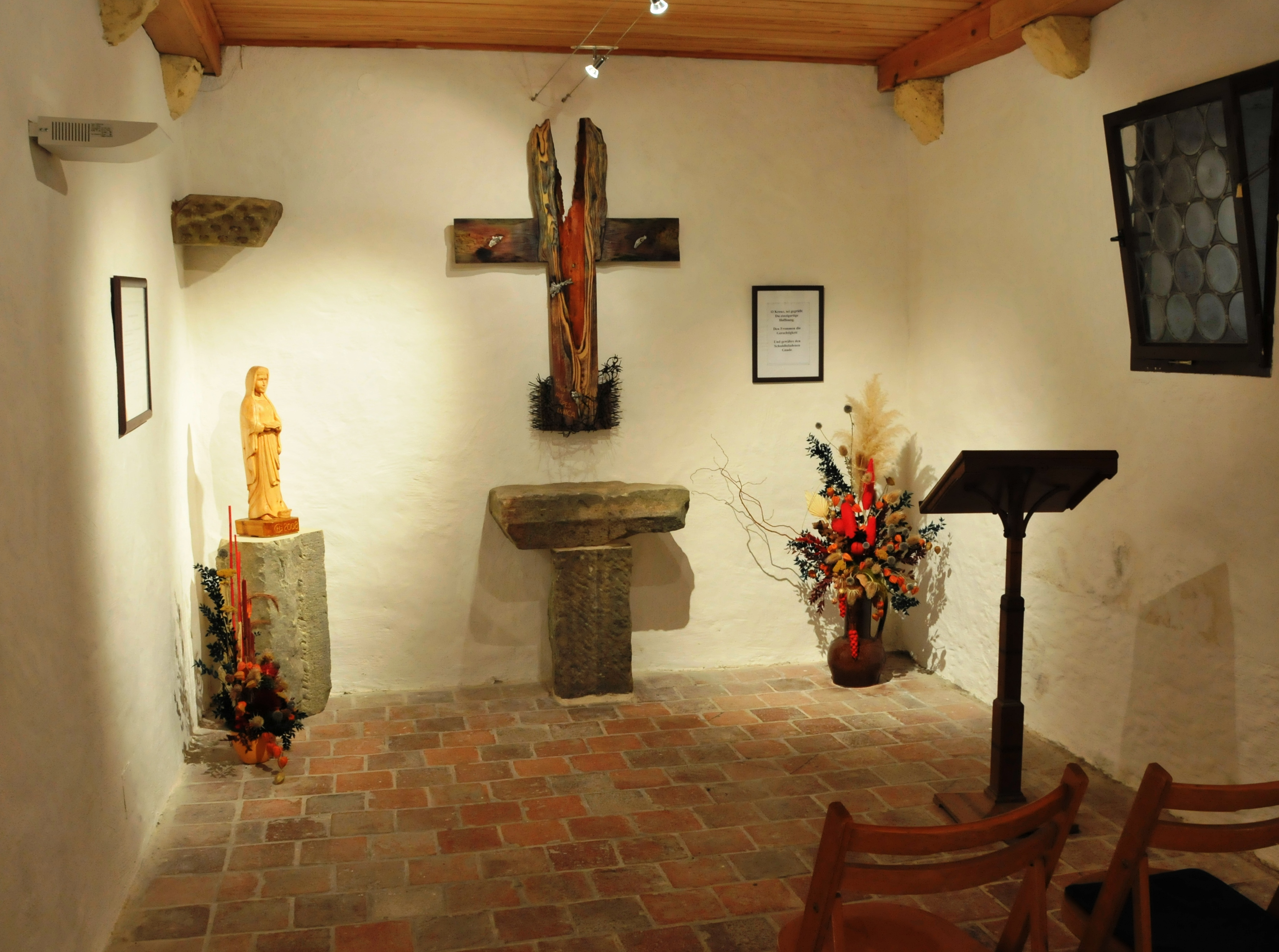
Radegundis-Kapelle

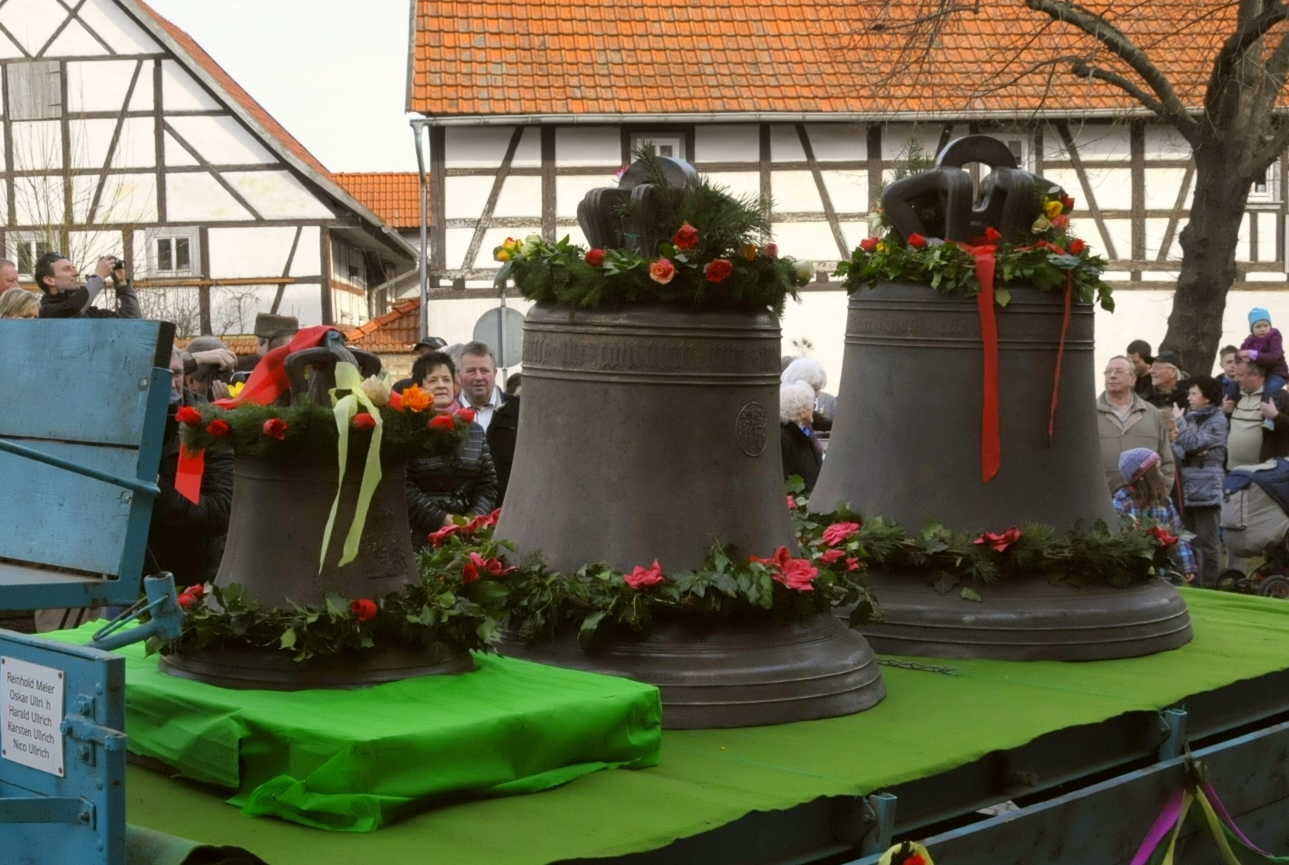
Die drei Glocken auf dem Weg zum Turm

726 wurde eine Kirche in Mühlberg erstmals erwähnt. 1200 ist ein kleiner romanischer Kirchbau nachzuweisen. Es handelt sich bei der heutigen Kirche um eine mittelalterliche Kirche, die um 1300 als Wehrkirche mit einem Kirchhof erbaut wurde und in Kriegszeiten den Menschen als Zufluchtsstätte diente.
Beeindruckend sind die spätgotischen figürlichen Wandgemälde über dem Kanzelaltar. Sie entstanden etwa 1450 als Seccomalerei, wurden allerdings erst 1977 bei einer Renovierung wiederentdeckt. Zentrum der Malerei sind die Apostel Petrus und Paulus, die das Schweißtuch Christi in Händen halten.
In den Jahren 1504/05 wurden die zwei großen Glocken gegossen, vermutlich von der Glockengießerei Heinrich Ziegler in Erfurt. Die Glocke von 1504 hat einen Durchmesser von 1158 mm und ein Gewicht von 985 kg. Auf der Flanke trägt sie die Darstellung der Muttergottes.
1526 erfolgte durch Justus Menius die Einführung der Reformation in Mühlberg. 1536 wurde der erste evangelische Pfarrer eingestellt, Ulrich Beher (Ursinus).
Im Dreißigjährigen Krieg erlitten Mühlberg und seine Kirche große Schäden. In den folgenden Jahrzehnten erfolgten große Umbauarbeiten mit barocker Neugestaltung. Hierbei wurden wahrscheinlich die noch heute sichtbaren Grabsteine im oberen Bereich des Ostgiebels eingemauert.
Nach einer Inschrift auf einer Steintafel an der Nordseite der Kirchenaußenmauer der Kirche (siehe Bild) wurde die Kirche vom 8. Juni 1696 bis 18. Oktober 1697 renoviert und bequemlicher aufgebaut, um am Tage des Hl. Lukas, dem 18. Oktober 1697, eingeweiht zu werden. Die Kirche war vorher dem Hl. Gallus geweiht (16. Oktober). Die Tafel enthält den Text: Zur Ehre Gottes ward diese vorhin baufällige Kirche von innen und außen zu renovieren und bequemlicher aufzubauen angefangen Anno Christi 1696, dem 8. Juni. Auch binnen Jahresfrist durch Gottes Segen glücklich vollbracht und Anno 1697, den 18. Oktober, am Tage des hl. Evangel. Luca eingeweiht. Hanc tibi perpetuo fixam Deus adsere sedem veri hic sit culius arafocus?? tui.
Der barocke Innenausbau erfolgte 1680 bis 1740. Das hölzerne Tonnengewölbe über dem Mittelschiff wurde 1704 von Johann Schorch aus Sömmerda in Eitemperafarbe mit einem  imposante barocke Kirchenhimmel bemalt. Seine Farben sind noch wie neu.
1972 bis 1986 wurde der Innenraum in der alten Technik des Kreidegrundes erneuert.
Im Erdgeschoss des Turms ist eine kleine Kapelle untergebracht, die der Heiligen Radegundis gewidmet ist. Sie wurde 1987 zum 1400. Todestag der Heiligen eingerichtet und mit einem Meditationskreuz versehen. 2009 wurde sie neugestaltet und erhielt eine Statue des Künstlers Heino Gloystein und einen kleinen Altar. Die Kapelle beinhaltet ein Meditationskreuz des Gräfenhainer Künstlers Gert Weber, der es anlässlich des 1400. Todestages von Radegundis 1987 gestaltete. Ein romanisches Kapitell über der Statue stammt aus der ehemaligen Radegundis-Kapelle auf der Mühlburg. Ein Altarfragment stammt vermutlich von einem Sebastianaltar oder Annenaltar der Kirche. Im gleichen Jahr vollendete man die Restaurierung des nebenan stehenden Pfarrhauses.
Im Jahre 2012 erfolgte die Restaurierung des Turmuhrwerks, das im Jahre 1861 von der Münchner Firma Mannhardt eingebaut worden war, durch die Fa. Thüringer Turmuhren- und Glockenservice Steffen Willing aus Gräfenhain. Das Uhrwerk erhielt einen elektrischen Aufzug.
1802 wurde an der Südseite der Kirche das für die preußische Enklave Mühlberg verbindliche Längenmaß der Preußischen Rute von 4,20 m eingemeißelt. Es handelt sich dabei um eine Rille im Sims des Sockels des Kirchenschiffs. Das Maß ist unterteilt in ¼, ½ und ¾ Rute.
Sehenswert ist – wie sehr oft in dieser Gegend – der gepflegte Friedhof an der Kirche.

## Restaurierung
In den Jahren 2013 und 2014 erfolgten die Restaurierung der beiden rund 500 Jahre alten und einer rund 400 Jahre alten, denkmalgeschützten Turmglocken und die Sanierung des Kirchturms, einhergehend mit Reparaturen am Glockenstuhl, Dachstuhl, der Turmhaube (neue Einschieferung) und an der Kirchenfassade. Zudem erhielt der Turm eine Dachrinne und eine Blitzschutzanlage. Am Turmsockel erfolgten Drainagearbeiten, und im unteren Turmbereich wurde die Radegunde-Kapelle vollständig saniert. Auch die Turmuhr erfuhr eine umfassende Restaurierung.
Am 1. März 2014 feierte man die feierliche Wiedereinbringung der drei Bronzeglocken unter zahlreicher Anteilnahme der Bevölkerung. Die beiden unbezeichneten, tontieferen, größeren Glocken wurden in den Jahren 1503 und 1504 vom Glockengießer Heinrich Ziegler in Erfurt gegossen. Sie erklingen in d′ und fis′ und hängen im Tragwerk der Glockenetage. Die kleinere fis-Glocke zeichnet sich u. a. durch zwei sehr schöne Reliefs aus, eine Strahlenkranz-Madonna und eine Kreuzigungsgruppe. Die dritte, kleinste Glocke klingt in e″ und hängt in einer Gaube im Dachbereich des Turms. Sie stammt aus dem Jahre 1608 und wurde vom Erfurter Glockengießer Hermann König gegossen. Die Glocke ziert eine figürliche Darstellung der Pfingstszene. Die Glocken wurden anlässlich der Wiedereinbringung auf den Namen Lukas (d′-Glocke, Name der Kirche), Gallus (fis′-Glocke, Name der Vorgängerkirche) und Radegunde (e″-Glocke, Name der ehemaligen Kapelle auf der Mühlburg) getauft. Lukas läutet zu allen Gottesdiensten und nach dem Tode eines Mühlbergers, Gallus läutet 20 Minuten vor Gottesdienstbeginn und 5 Minuten vorher mit Lukas zusammen, Radegunde ist die Taufglocke.
Ziegler goss zwischen 1499 und 1556 sehr viele Glocken, mit mehr oder weniger Sicherheit können ihm rund 60 Glocken nachgewiesen werden.
König wohnte zwischen 1596 und 1611 in Erfurt im Haus „Zum goldenen Kelche“ am Fischmarkt (heute Haus-Nr. 10) und wurde 1611 in der Erfurter Predigerkirche bestattet.
Am 18. Mai 2014 wurde in einem Festgottesdienst der Abschluss der Arbeiten gefeiert.

## Orgel

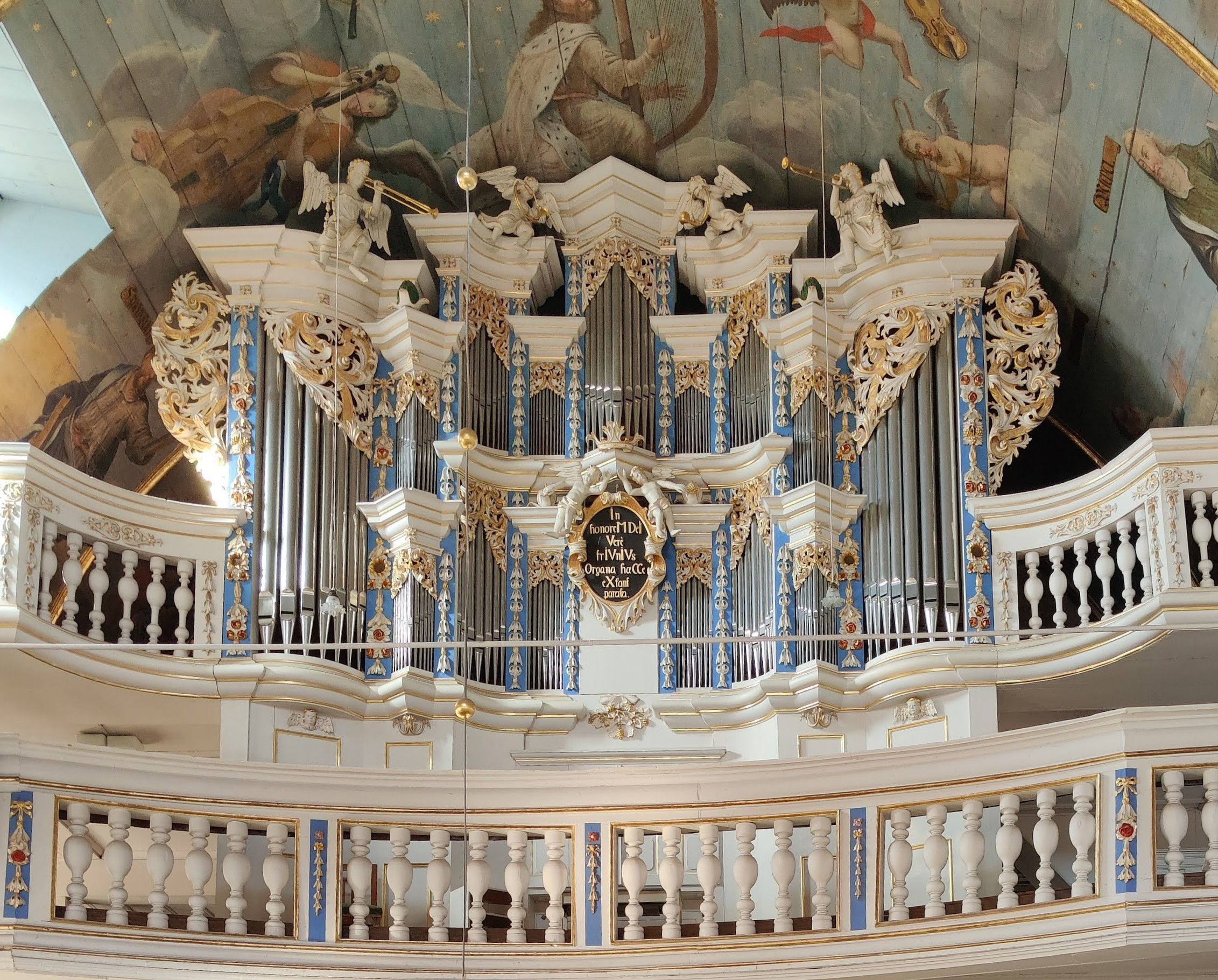
Orgel

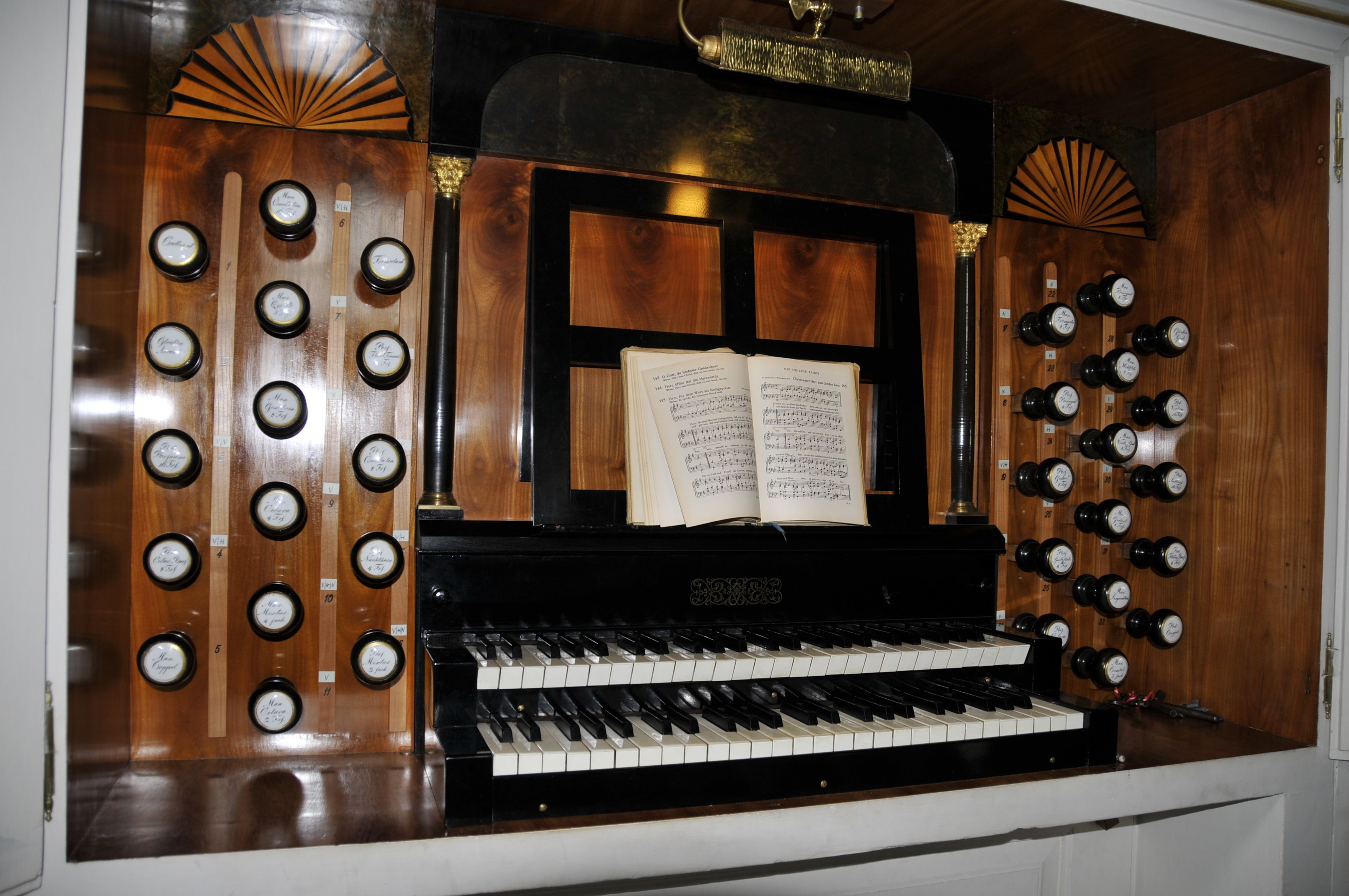
Spieltisch der Orgel

Die Orgel der St.-Lukas-Kirche wurde 1729 von Franciscus Volckland aus Erfurt geschaffen. 1824 wurde das Instrument durch Ernst Siegfried Hesse, dem Sohn des Orgelbauers Johann Michael Hesse aus Dachwig, nach früh-romantischen Klangidealen umgebaut. Die Orgel ist mechanisch und besitzt 26 Register auf zwei Manualen und Pedal mit circa 1500 Pfeifen. An der Orgelempore hängen zwei Pauken, die bei festlichen Anlässen mit Orgel und anderen Instrumenten benutzt werden. Die Orgel wurde 1997 grundlegend restauriert.
| I Hauptwerk C–c3 |                 |     |     |
| 1.               | Quintatön       | 16′ | V/H |
| 2.               | Prinzipal       | 8′  |     |
| 3.               | Hohlflöte       | 8′  | H   |
| 4.               | Viola di Gamba  | 8′  | H   |
| 5.               | Gemshorn        | 8′  | V   |
| 6.               | Gedackt         | 8′  | V   |
| 7.               | Octave          | 4′  | V   |
| 8.               | Quinte          | 3′  | V   |
| 9.               | Sesquialtera II |     | V/H |
| 10.              | Octava          | 2′  | V   |
| 11.              | Mixtur IV       |     | V/H |
| 12.              | Trompeta        | 8′  |     |

| II Oberwerk C–c3 |               |    |     |
| 13.              | Gedackt       | 8′ | V/H |
| 14.              | Quintatön     | 8′ | V   |
| 15.              | Flaut travers | 8′ | H   |
| 16.              | Prinzipal     | 4′ |     |
| 17.              | Spitzflöte    | 4′ | V   |
| 18.              | Nachthorn     | 4′ | V/H |
| 19.              | Octave        | 2′ | V   |
| 20.              | Mixtur III    |    | V/H |

| Pedal C–d1 |            |     |     |
| 21.        | Subbass    | 16′ | V   |
| 22.        | Violon     | 16′ | V   |
| 23.        | Posaune    | 16′ | V/H |
| 24.        | Octavbass  | 8′  | V/H |
| 25.        | Flötenbass | 4′  | V/H |

- Koppeln: Manualkoppel, Pedalkoppel
- Nebenregister: Glockenspiel, Glockenaccord, Tremulant, Calcant

V = Register von Volkland, 1729
H = Register von Hesse, 1824

## Fotos

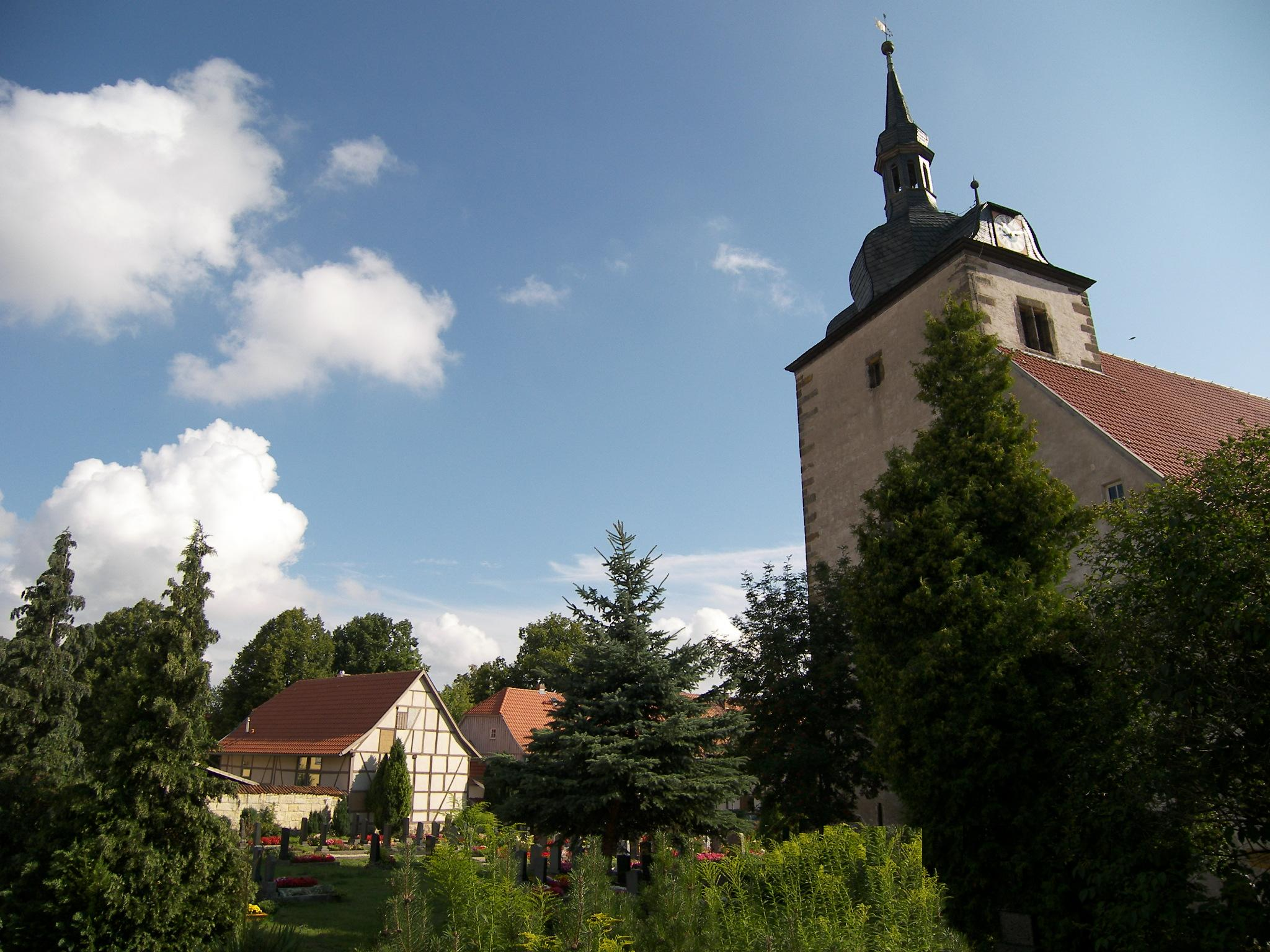
Südwestseite
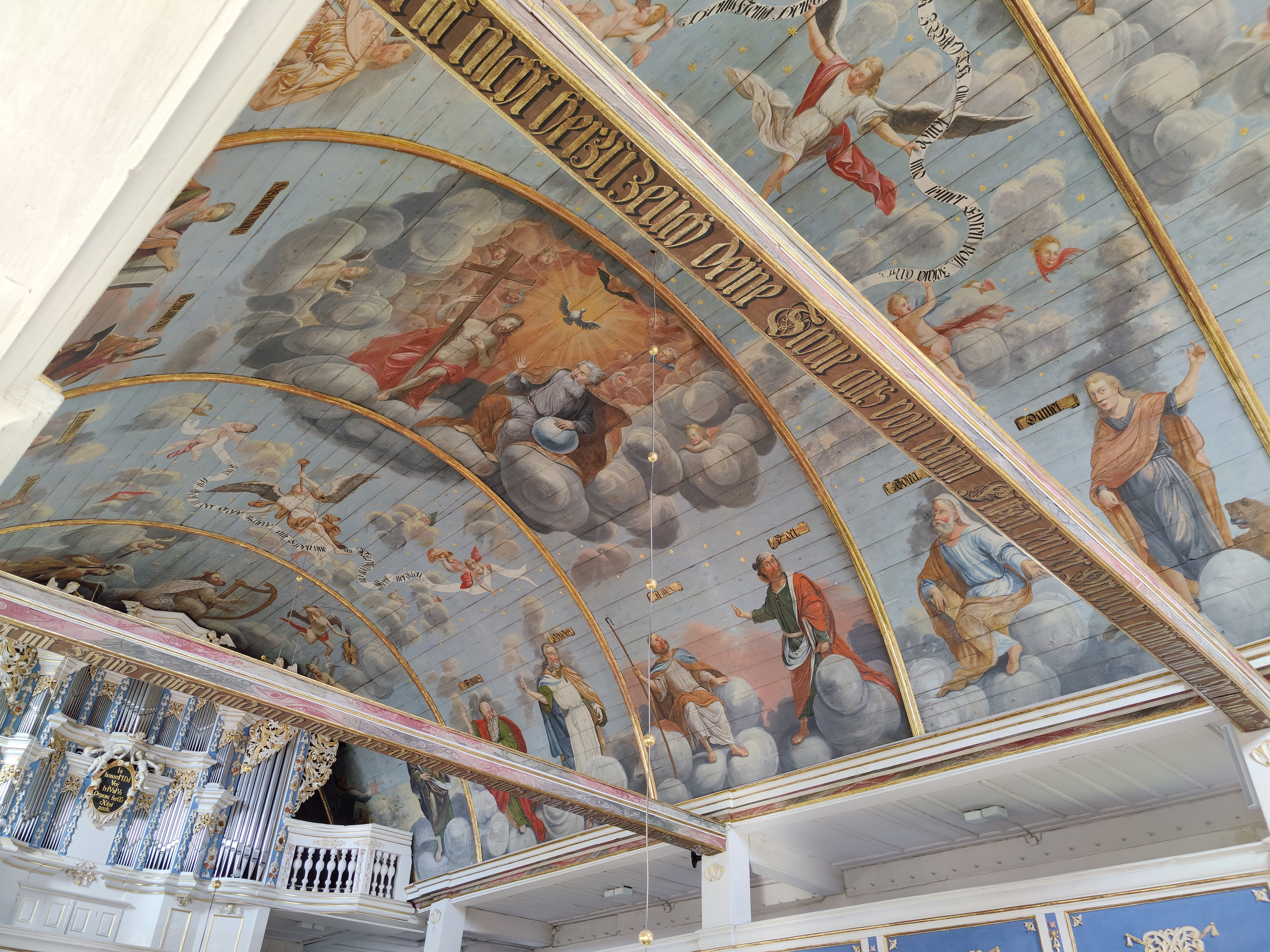
Kirchenhimmel (Ausschnitt)
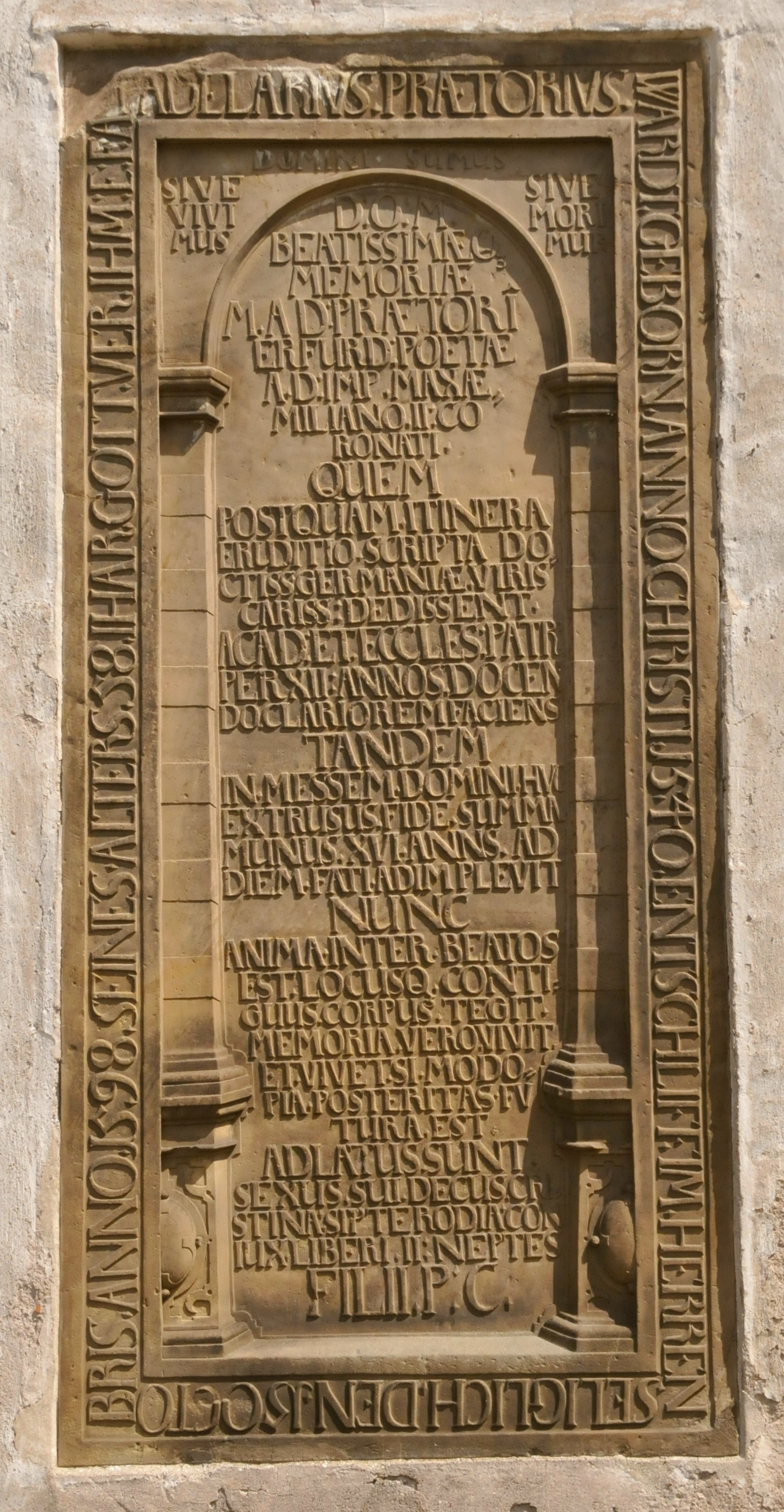
Grabplatte neben der Kirchentür
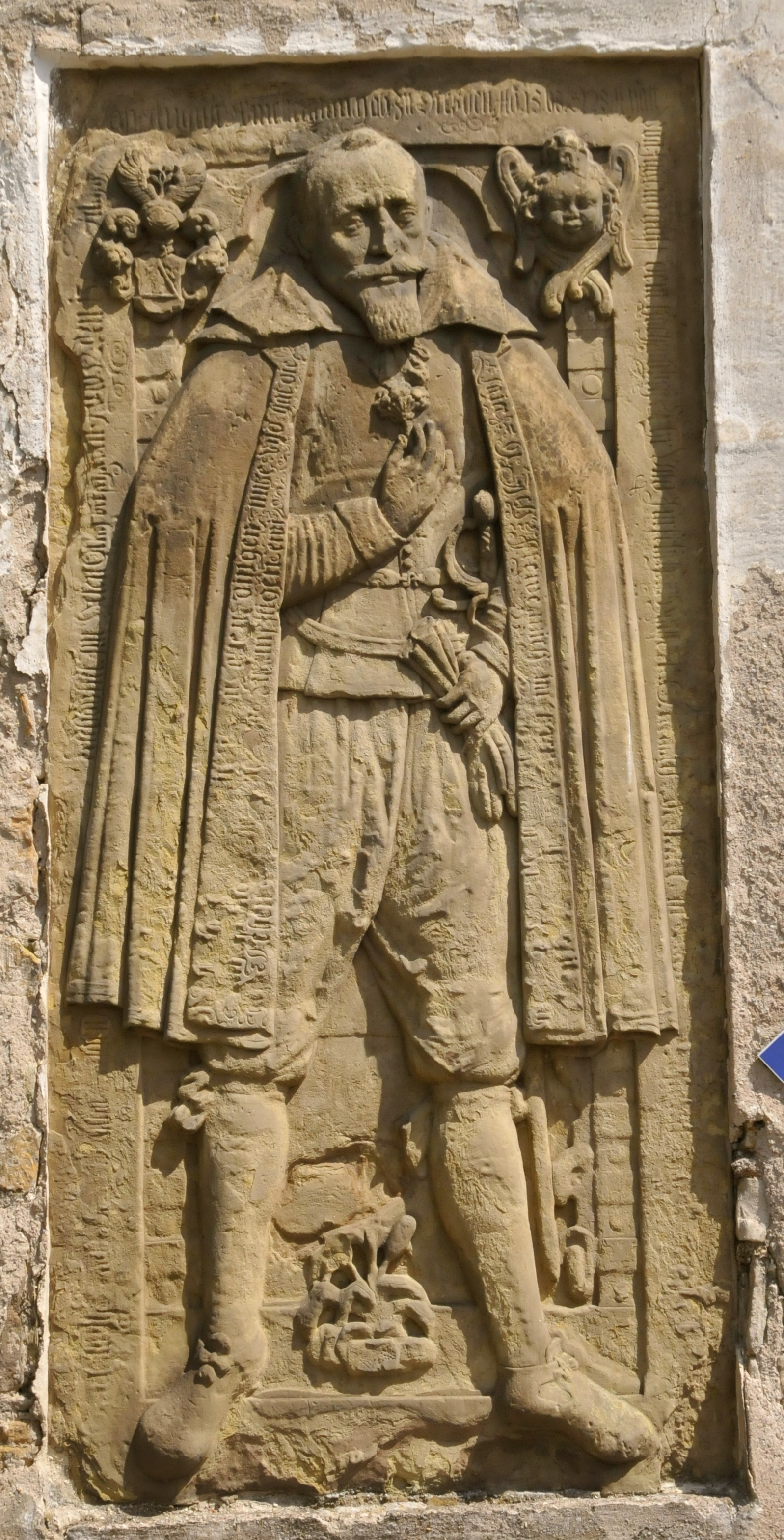
Grabplatte eines Würdenträgers(?) neben der Kirchentür
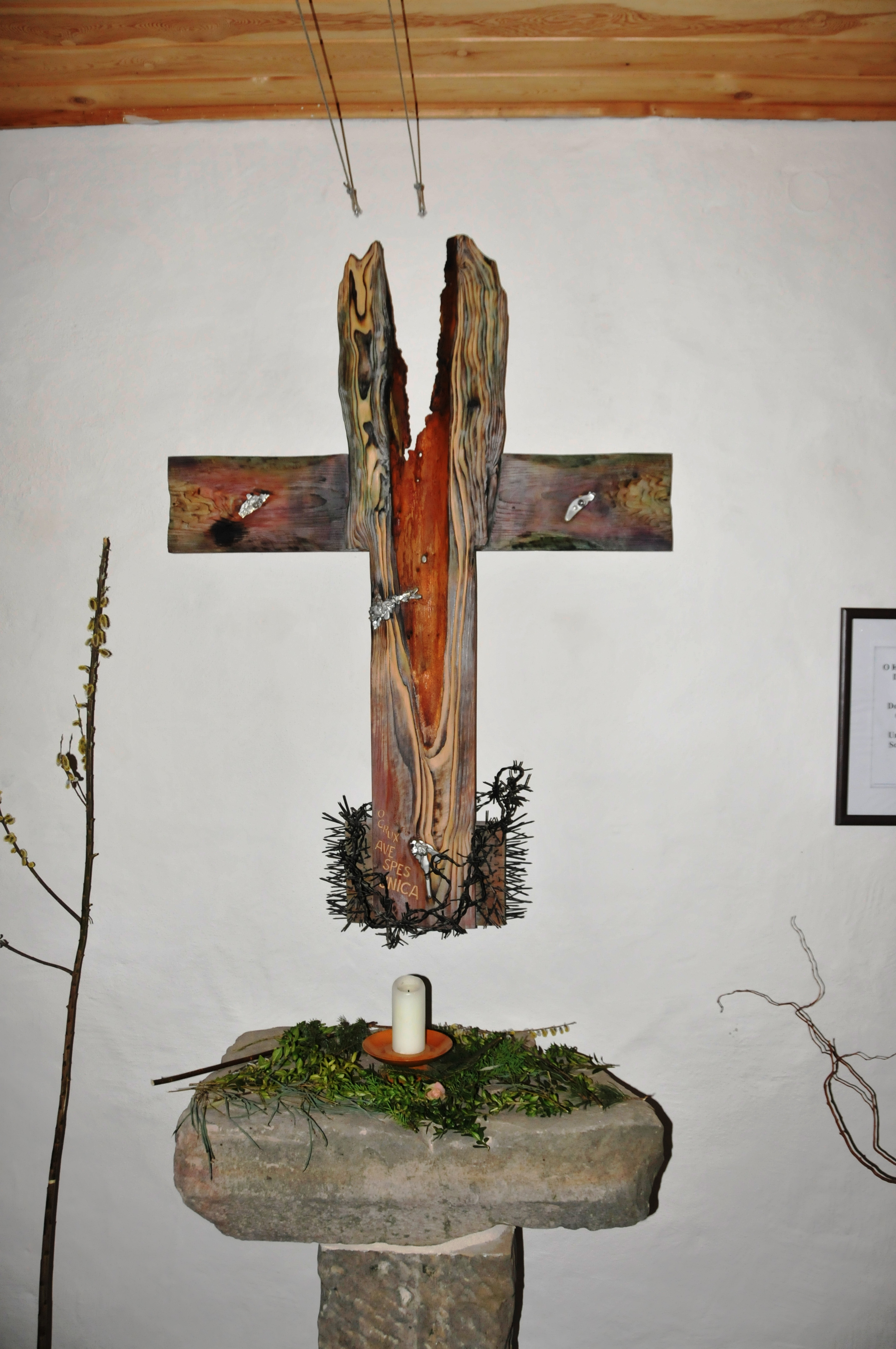
Radegundiskapelle mit Meditationskreuz
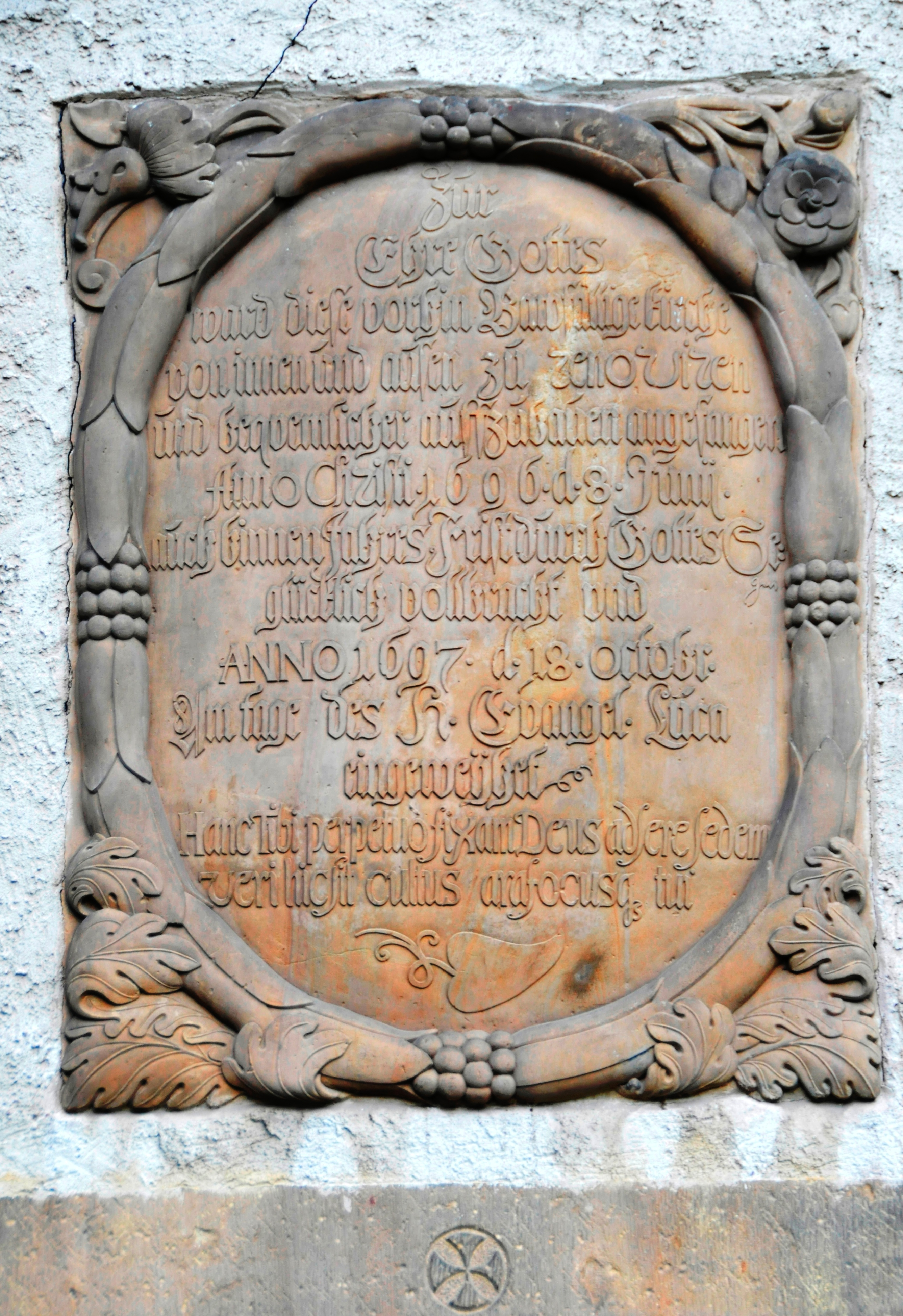
Steintafel an der Nordseite
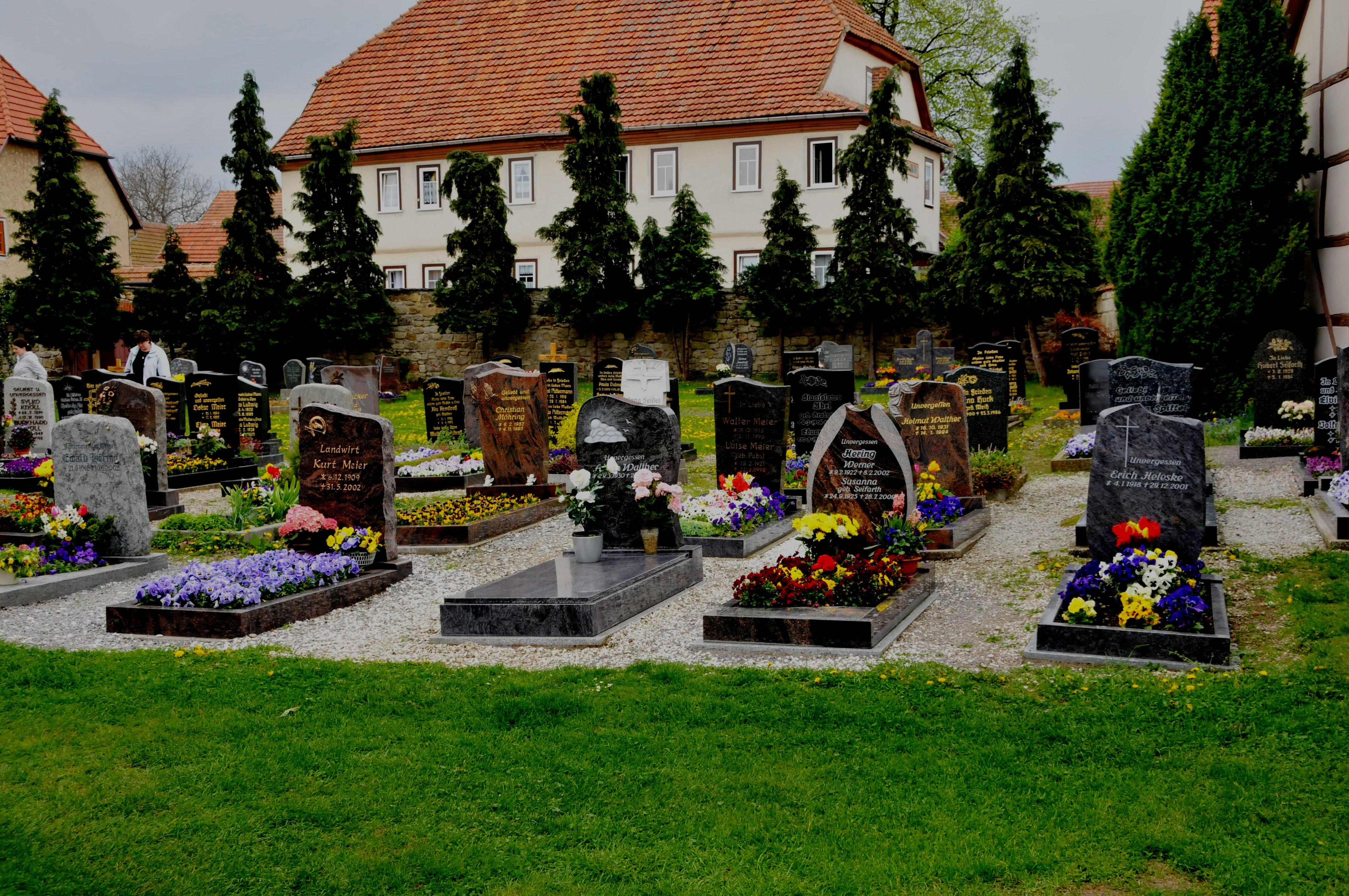
Kirchhof
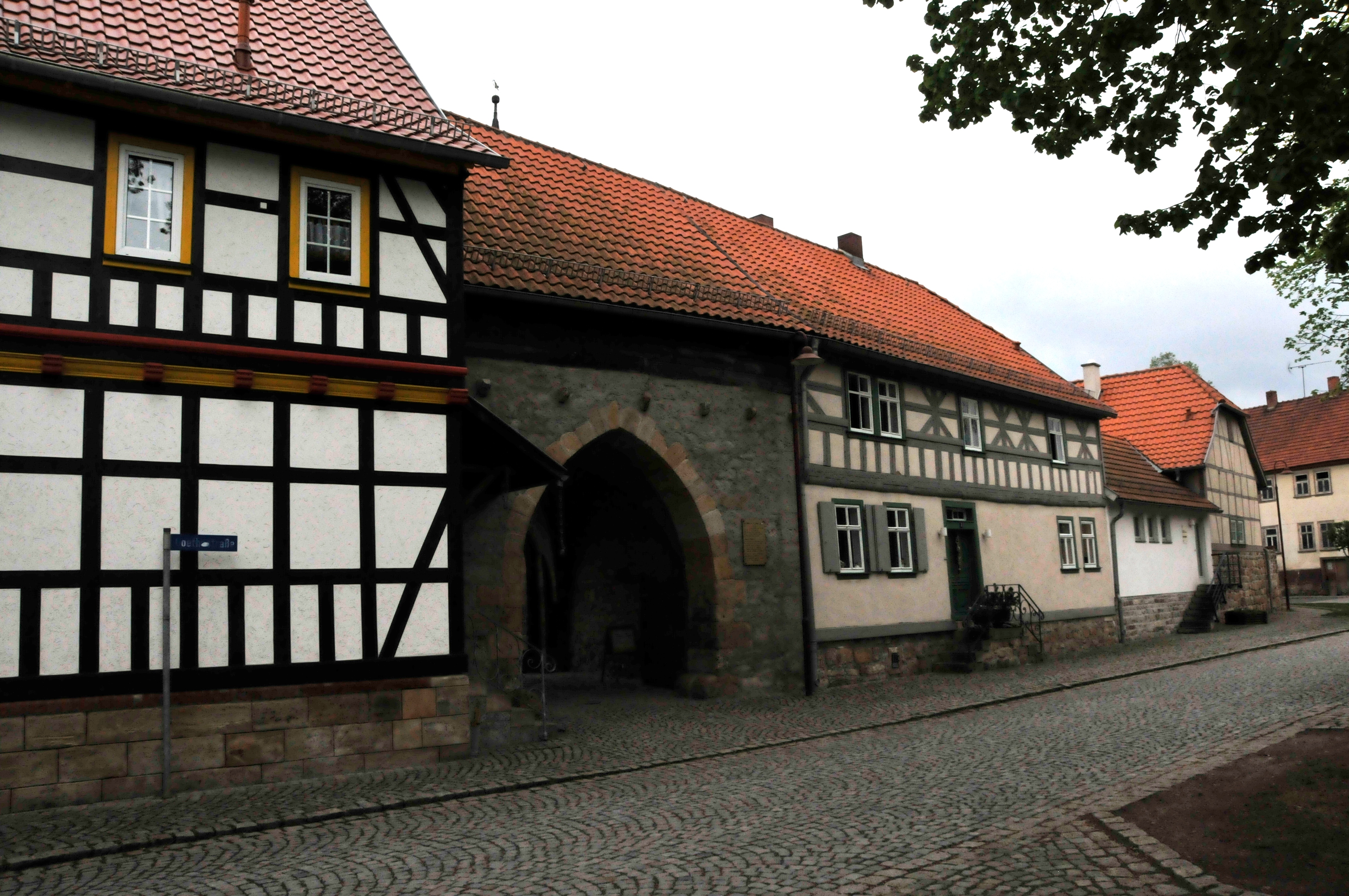
Torhalle, in die Häuserzeile eingebunden